# آلکساندر تساتوریان

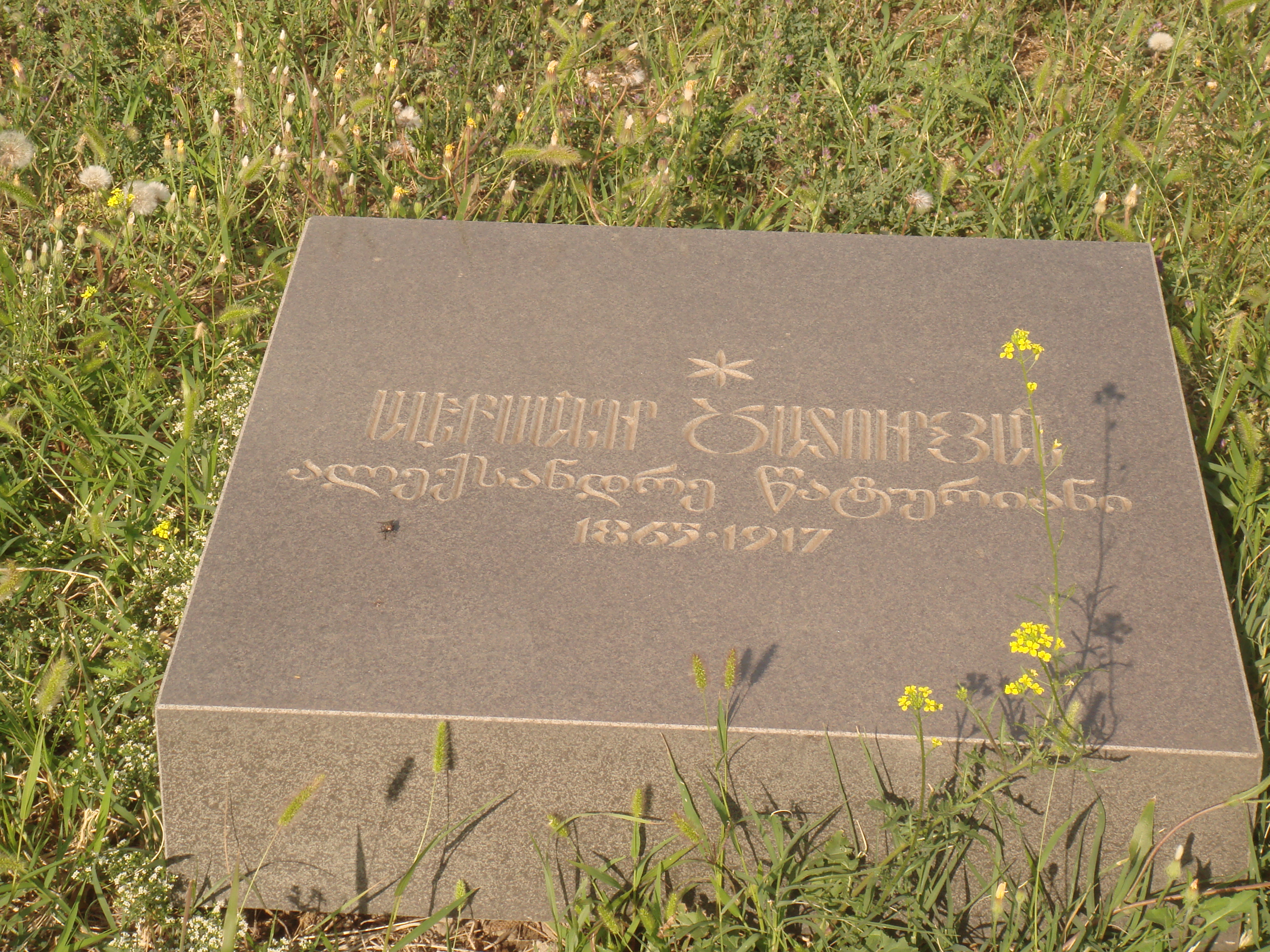

آلکساندر هوُسپی تساتوریان (به ارمنی: Ալեքսանդր Հովսեփի Ծատուրյան)، (زاده ۲۸ مارس ۱۸۶۵ در زاقاتالا - وفات ۳۱ مارس ۱۹۱۷ در تفلیس) شاعر، مترجم و طنزپرداز ارمنی بود.

## زندگی‌نامه
پدرش ماهی‌گیر و مادرش رخت‌شوی بودند، در سه سالگی پدرش را از دست داد و مادرش ناگزیر با رخت‌شویی و خیاطی، او را بزرگ کرد. در سال ۱۸۸۱میلادی هنگامی که تحصیلات متوسطه را در زادگاهش به پابان رسانده بود، مادرش را نیز از دست داد.
آلکساندر تساتوریان به کمک و با حمایت یکی از نیکوکاران زادگاهش، به تفلیس رفت و در یک مدرسه صنعتی به تحصیل پرداخت؛ ولی مدتی بعد به سبب بیماری و بی‌علاقگی به صنعت، تحصیل را ناتمام گذاشت.
در سال ۱۸۸۷م در شهر نیژنی نووگورود در خانه یک تاجر ارمنی معلم سرخانه شد. وی به اتفاق این خانواده به مسکو نقل مکان کرد و در یک مؤسسه تجارتی متعلق به ارمنی‌های مسکو، به عنوان حسابدار و سپس کارپرداز، مشغول به کار شد و سال‌ها در همین سمت باقی ماند.
مجموعه شعرهای او در سال‌های ۱۸۹۱ و ۱۸۹۸م و مجموعه آثار طنز او در سال ۱۹۰۱م با نام (شوخی‌های قلم) انتشار یافتند.
آلکساندر تساتوریان در سال ۱۹۱۷م در شهر تفلیس از بیماری سل درگذشت و در پانتئون ارمنیان تفلیس (خوجیوانک) به خاک سپرده شد.

## نمونه آثار
شعری از آلکساندر تساتوریان به نام «مادر و فرزند»
| مادر به من بگو، چرا هر بار که ناگهان می‌بینی در آسمان |  | سوسوکنان است ستارهٔ تابان تازه‌ای مهربانانه با عشقی سترگ              |
| به سینه می‌فشری مرا و شادمانی سرشار بی پایان          |  | جان تو را به بر می‌گیرد؟                                             |
| آه... فرزندم! در آسمان شفاف آن ستارهٔ نوزاده          |  | گذشته را به یاد من می آرد ولادت تو را نازنینم!                      |
| پس چرا، مادر بگو! وقتی از آسمان پُر ستاره             |  | ستاره‌ای فروزان ناگاه فرو می‌افتد                                     |
| می‌رود و گم از چشم ما می‌گردد                          |  | غمناک می‌شوی و افسرده                                                |
| بشتاب مرا در آغوش می‌گیری                             |  | از گردنم می‌آویزی، مرا به سینه می‌فشری و خموشانه می‌گریی... ؟          |
| فرزند معصومم! هر ستاره‌ای که از آسمان می‌افتد          |  | آه... چه را آن به یاد می آرد... ؟ این را تو از زندگی خواهی دانست... |